# Paloh Naleung
Paloh Naleung is een bestuurslaag in het regentschap Pidie van de provincie Atjeh, Indonesië. Paloh Naleung telt 398 inwoners (volkstelling 2010).